# Salvator Mundi

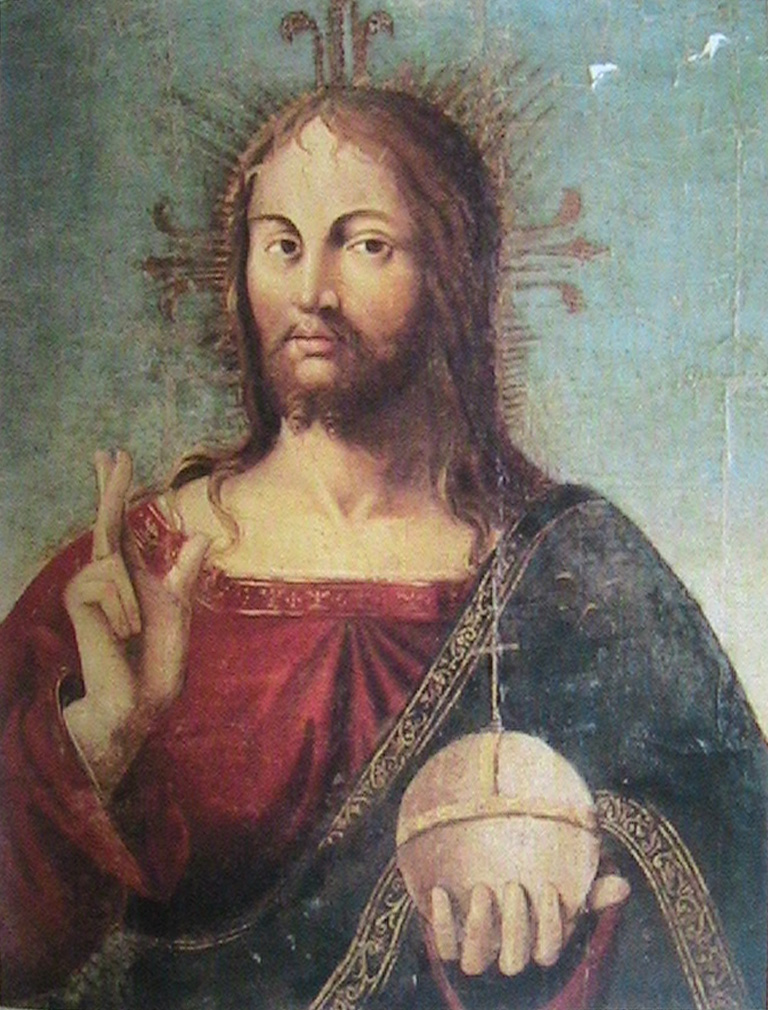
Salvator Mundii pędzla Antonello da Messina

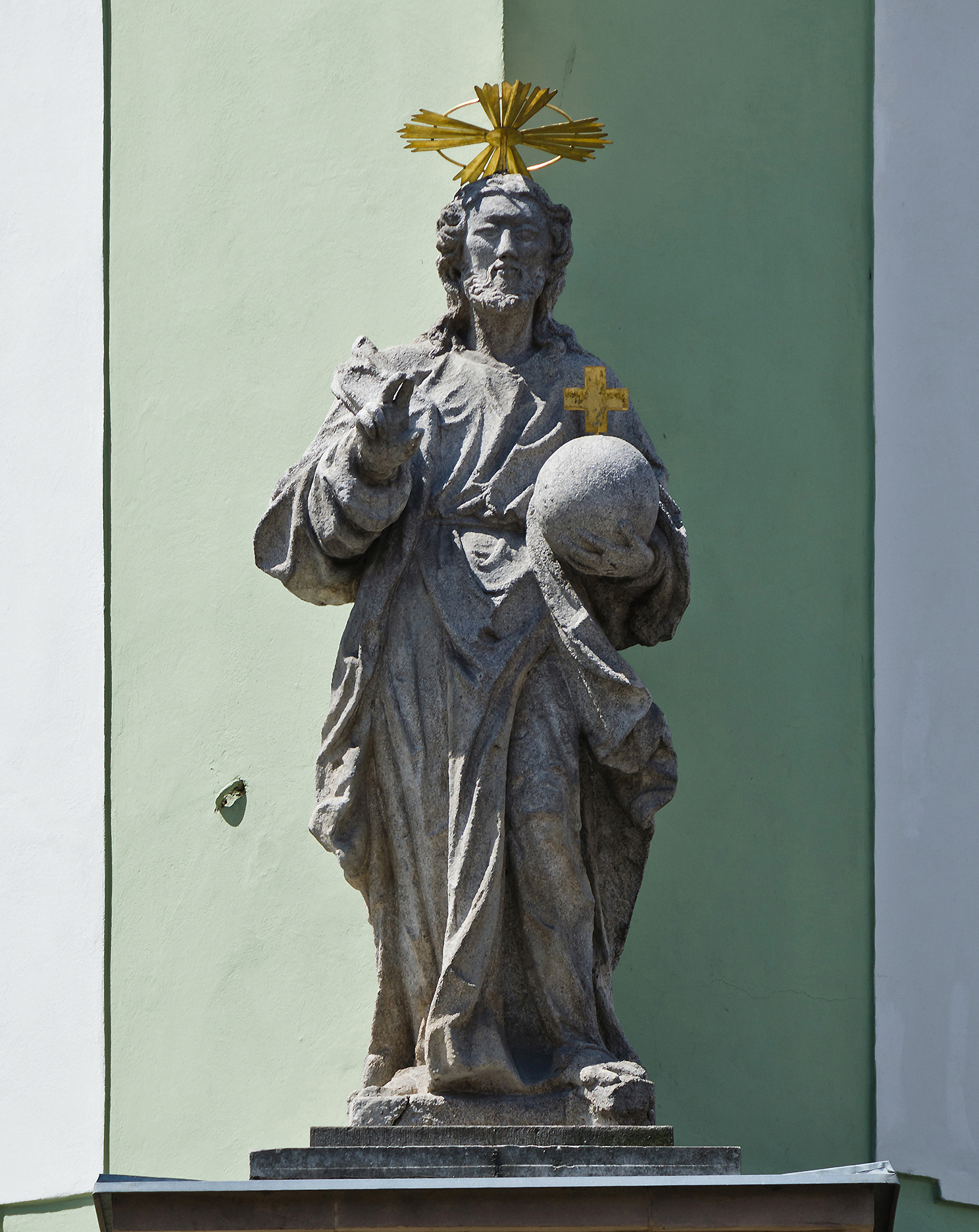
Salvator Mundii – rzeźba w Nysie

Salvator Mundi (łac. „Zbawiciel Świata”) – w ikonografii tradycyjne przedstawienie Jezusa Chrystusa, który w lewej ręce trzyma jabłko królewskie zaś prawą błogosławi. W późniejszych epokach jabłko było niekiedy zastępowane globem uwieńczonym krzyżem. Wizerunek Salvator Mundi spotyka się zarówno w formach malarskich jak i rzeźbiarskich. Postać Jezusa stoi lub siedzi na tronie.

## Przykłady
- Zbawiciel świata – obraz Leonarda da Vinci
- Salvator Mundi – obraz Albrechta Dürera
- Salvator Mundi – obraz Tycjana

Przedstawienie Salvator Mundi znajduje się również w herbie Wilstermarsch